# Un hombre
Un hombre (título original: Hombre) es una película estadounidense de 1967, dirigida por Martin Ritt y protagonizada por Paul Newman en el papel principal. Está basada en la novela homónima de Elmore Leonard, que fue publicada en 1961.

## Argumento
En 1884, John Russell (Paul Newman), un hombre criado en una tribu de apaches en Arizona, quienes lo bautizaron con el nombre Hombre, hereda de su padre un reloj de oro y una casa de huéspedes. Decidido a vender la casa y comprar una manada de caballos, decide viajar en una diligencia a la ciudad donde se encuentra su propiedad.
En el carruaje iban otros pasajeros: la administradora de la casa de huéspedes Jessie (Diane Cilento), el agente indígena Dr. Alex Favor (Fredric March), su esposa Audra Favor (Barbara Rush), una joven pareja: Billy Lee Blake (Peter Lazer) y  Doris Blake (Margaret Blye); y un hombre arrogante y rudo, Cicero Grimes (Richard Boone). El conductor de la diligencia es un mexicano, Henry Méndez (Martin Balsam), amigo de John Russell.
En el transcurso del viaje John Russell relata su adopción por los apaches y asume la defensa de éstos criticando la política del gobierno, por lo cual es impugnado por el resto de los pasajeros, los cuales rechazan su presencia en el interior del coche por considerarlo un indio, y exigen que ocupe el lugar al lado del conductor.
El carruaje es asaltado por bandoleros, los cuales estaban realmente dirigidos por Cicero Grimes, que sabía que el agente indígena portaba dinero hurtado a la tribu apache que había adoptado a John Russell. Se desencadena un tiroteo y John Russell mata a dos bandidos, uno de los cuales resulta ser el ex sheriff y amante de la administradora de la casa de huéspedes, Frank Braden (Cameron Mitchell).
Al enterarse del origen del dinero, John Russell exige su devolución, y se da cuenta de que para mantenerlo, deberá defender a quienes lo discriminaron. Cicero Grimes toma a la mujer del agente indígena, Audra, como rehén, y logra huir para después regresar y exigir el dinero a cambio de la devolución de la mujer.

## Reparto
- Paul Newman - John Russell
- Fredric March - Dr. Alex Favor
- Richard Boone - Cicero Grimes
- Diane Cilento - Jessie
- Cameron Mitchell - Frank Braden
- Barbara Rush - Audra Favor
- Peter Lazer - Billy Lee Blake
- Margaret Blye - Doris Blake
- Martin Balsam - Henry Mendez
- Skip Ward - Steve Early
- Frank Silvera – Bandido
- David Canary - Lamar Dean

## Comentarios
Es considerado como parte del subgénero cinematográfico llamado Western revisionista.
Es la sexta y última colaboración de Martin Ritt dirigiendo a Paul Newman, las otras son The Long, Hot Summer, Un día volveré, Cuando se tienen veinte años, Hud y Cuatro confesiones.

## Premios
- Premio Laurel de Oro 1967: 3.º lugar - género Drama

Nominaciones
- Premio Laurel de Oro 1967: a la mejor actuación dramática 4.º lugar (Paul Newman).
- Premio Laurel de Oro 1967: a la mejor actuación secundaria 4.º lugar (Fredric March).